# Heterocryphia
Heterocryphia là một chi bướm đêm thuộc họ Noctuidae.